# Ártemis Spanoú
Ártemis Spanoú (grec moderne : Άρτεμις Σπανού), née le 1er janvier 1993 à Rhodes, est une joueuse internationale grecque de basket-ball de 1,86 m.

## Biographie
Arrivée pour la saison 2023-2024 (9,1 points, 4,6 rebonds et 1,5 passe décisive), elle est capitaine  de Bourges sur la saison 2024-2025 (9,1 points, 4,6 rebonds et 1,5 passes décisives), année où les Berruyères atteignent la Finale à six de l'Euroligue. Ces deux années, le club est battu en quart de finale des play-offs LFB.

## Carrière
- 2007-2010 :  Paniónios Néa Smýrni
- 2010-2014 :  Colonials de l'université Robert Morris
- 2014-2015 :  İstanbul Üniversitesi BK
- 2015-2017 :  Uni Gérone CB
- 2017-2018 :  CCC Polkowice
- 2018-2019 :  Uni Győr
- 2019-2020 :  CCC Polkowice
- 2020-202100:  Arka Gdynia
- 2021-2023 :  CCC Polkowice
- 2023-2025 :  Tango Bourges Basket

## Palmarès

### Club
- First Pick All Star LFB : saison 2024-2025